# ملیحه (شارجه)

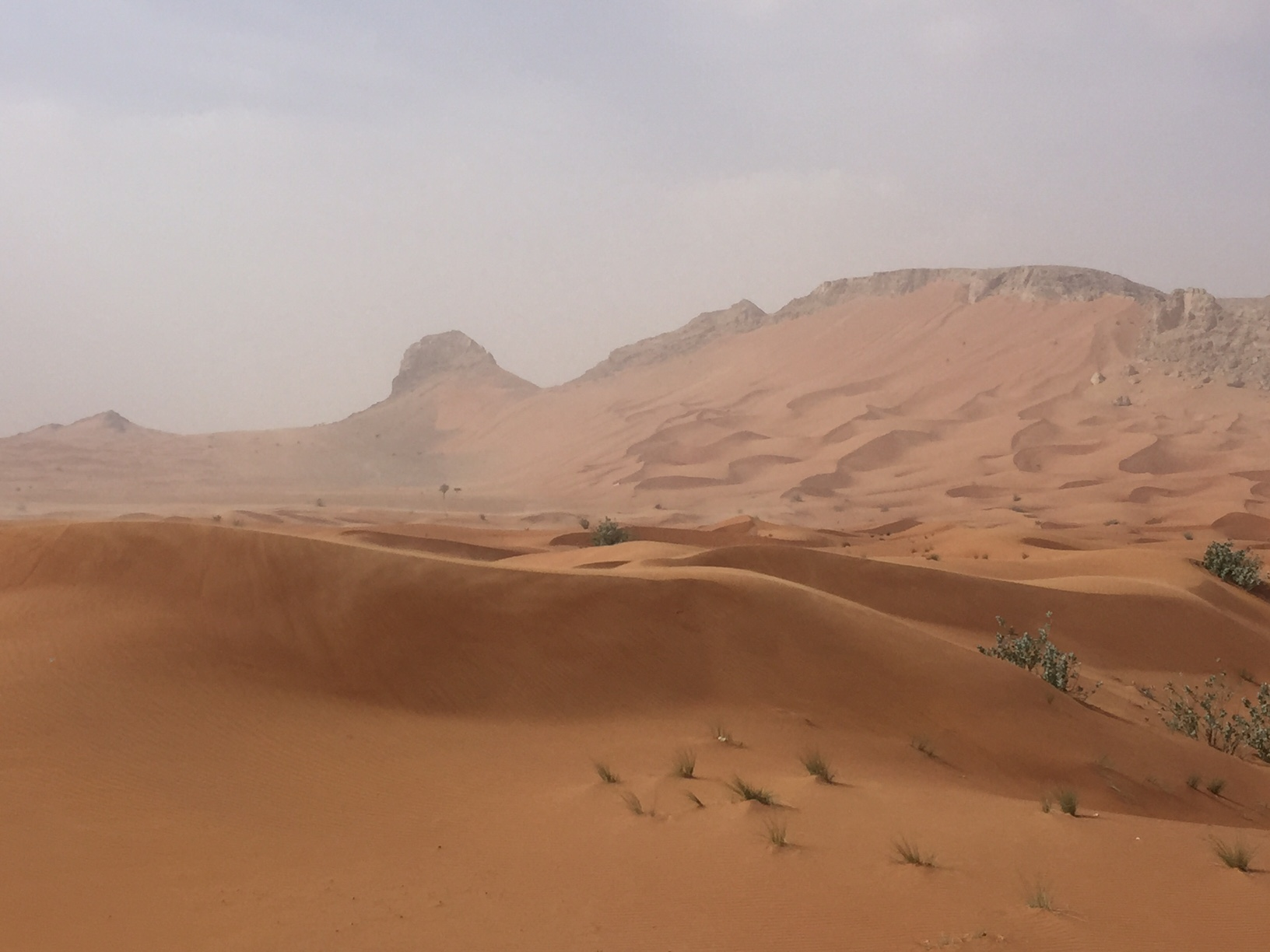
محوطه ملیحه در امارات متحده عربی

ملیحه مهم‌ترین محوطه باستانی مربوط به دوره سلوکی و اشکانی در پس‌کرانه‌های خلیج فارس است. ملیحه حدود ۲۰ کیلومتری جنوب شهر ذَید در امارت شارجه امارات متحده عربی واقع شده‌است. روستای ملیحه و محوطه باستانی آن در ۵۰ کیلومتری شرق شهر شارجه قرار دارند.
آثار باستانی آن از دوره نوسنگی تا دوره‌های سلوکی و اشکانی ادامه می‌یابد. از ملیحه یک سکه پارسی مربوط به نیمه دوم سده یکم پیش از میلاد/اوایل سده یکم میلادی گزارش شده است که تشخیص پادشاه نقش شده بر آن دشوار است. از ملیحه هم‌چنین یک سکه ضرب سلوکیه مربوط به ارد دوم از جنس برنز یافت شده است.